# Witold Donimirski
Witold Brochwicz-Donimirski (ur. 1 grudnia 1874 w Ramzach Wielkich koło Sztumu, zm. 6 grudnia 1939 zamordowany w niemieckim obozie koncentracyjnym Sachsenhausen-Oranienburg) – polski działacz polityczny, społeczny i oświatowy.

## Życiorys
Był synem Zygmunta i Walerii z Pruskich. Po ukończeniu gimnazjum w Chojnicach, rozpoczął studia prawnicze w Berlinie i rolnicze w Halle. W 1900 r. został właścicielem majątku Czernin, który odziedziczył po babce Bogumile. 
Jako właściciel doprowadził majątek do rozkwitu i stanowił przykład dla okolicznych rolników. Halina Donimirska-Szyrmerowa opisuje to: 

Po uzdrowieniu gospodarstwa ojciec zajął się zaniedbanym dworem w Czerninie. Założono centralne ogrzewanie, przebudowano wnętrze i doprowadzono do łazienki ciepłą wodę...

W 1910 r. ożenił się z Wandą Sikorską, wnuczką Ignacego Łyskowskiego, wybitnego działacza niepodległościowego na Pomorzu.
Brał udział w założeniu Banku Ludowego w Sztumie, w plebiscycie i działał w licznych polskich organizacjach. W 1939 r. aresztowany przez Gestapo i osadzony w obozie koncentracyjnym Sachsenhausen.
Jego synami byli Stanisław i Olgierd Donimirscy. 
Więcej: